# Vienna Art Orchestra

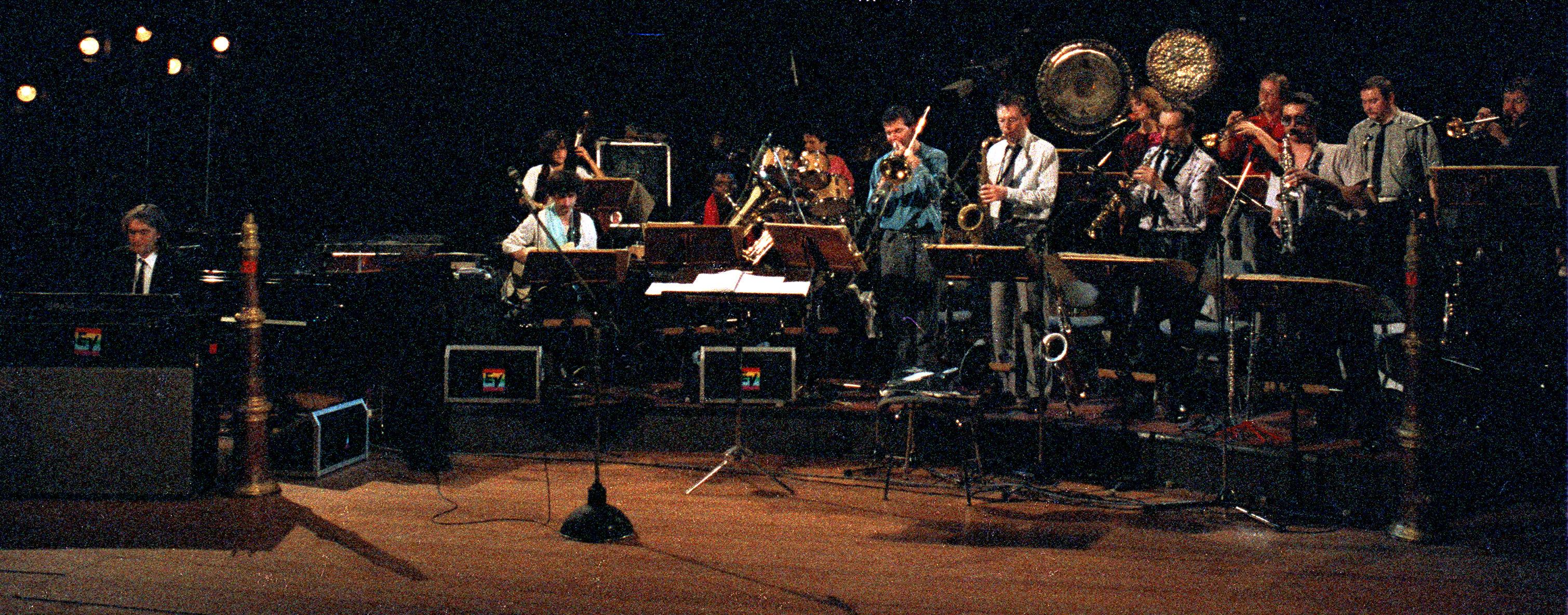
Vienna Art Orchestra 1985 in Hamburg

Das Vienna Art Orchestra (VAO) war ein österreichisches Orchester des Modern Creative. Es wurde im Jahr 1977 von Mathias Rüegg, Wolfgang Puschnig und Woody Schabata in Wien gegründet. Bis zu seiner Auflösung im Jahr 2010 entwickelte es sich unter der Leitung von Mathias Rüegg zu einem der innovativsten und erfolgreichsten Ensembles der jüngeren Jazzgeschichte.

## Bandgeschichte
Das Ensemble wurde zunächst „aus reiner Freude, inspiriert vom Wiener Untergrund“ gegründet. Bis 1979 agierte das Wiener Art Orchester eher aktionistisch. Dann wurden immer ausgeklügelter werdende Kompositionen und Arrangements von Mathias Rüegg gespielt. Dafür kamen kurzfristig der Vibraphonist Werner Pirchner und der Gitarrist Harry Pepl in die Formation. Über Walter Richard Langers Fernseh-Sendung Bourbon Street entdeckte Rüegg kurz hintereinander die amerikanische Vokalistin Lauren Newton und den deutschen Trompeter und Flügelhornspieler Herbert Joos, der bis 1997 zur Gruppe gehörte.
Die Formation trat bald auf zahlreichen Bühnen Europas auf und spielte auch auf einer USA-Tournee in 18 amerikanischen Städten sowie in Asien und Afrika. Als sich Ende der 1980er Jahre die ursprüngliche Besetzung, zu der für lange Jahre neben Puschnig, Fian, Lauren Newton und Herbert Joos auch Roman Schwaller, Hannes Kottek und Jürgen Wuchner gehörten, weitgehend auflöste, folgte nach kurzer Stagnation 1992 eine Neuorientierung in kleinerer Besetzung mit Musikern wie Matthieu Michel, Andy Scherrer, Klaus Dickbauer, Marc Halbheer und Florian Bramböck sowie der Sängerin Corin Curschellas. Rüegg komponierte weniger, es entstanden hauptsächlich Arrangements für Programme wie European Songbook, Ballads oder American Rhapsody.
1997 wechselte erneut die Besetzung des Ensembles. Musiker wie Pianist Uli Scherer verließen das Orchester, die Band wurde insgesamt jünger, und Musiker wie Anna Lauvergnac, Thomas Gansch, Robert Riegler, Arkady Shilkloper, Christian Muthspiel, Martin Koller, Alegre Corrêa und Georg Breinschmid stießen hinzu. Die Formation spielte nun wieder in großer Big-Band-Besetzung. Sie wandelte sich zur swingenden Big-Band traditioneller Prägung und war bemüht, neben der musikalischen Qualität auch dramaturgisch und optisch durchkonzipierte Konzerte zu liefern. Außerdem standen wieder regelmäßig Neukompositionen von Mathias Rüegg auf dem Programm.
2009 kam es erneut zu wichtigen Umbesetzungen des Ensembles. Der Klangkörper der Bigband wurde durch ein Kammerorchester ersetzt, in dem klassische und Jazzmusiker vereint waren, wobei alle auch als Solisten in Erscheinung traten. Im neuen Programm verarbeitete Rüegg seine Kenntnisse in Jazz und klassischer Musik und ließ sie zu einer neuen Einheit zusammen fließen.
Das letzte Konzert des Ensembles fand am 9. Juli 2010 beim Musikforum Viktring in Kärnten statt. Tags darauf verkündete Mathias Rüegg auf der Website des Ensembles unter der Überschrift „Game over“ das Ende des Vienna Art Orchestras. Als Gründe für seine Entscheidung nannte er „chronische Unterfinanzierung, einen massiven Nachfragerückgang aus den Kernländern Österreich, Schweiz und Deutschland sowie wirtschaftsbedingtes Einbrechen von Ländern wie Italien, Spanien oder Frankreich“ und schloss mit einem durch Janis Joplin bekannt gewordenen Zitat aus dem Song Me and Bobby McGee von Kris Kristofferson: „Freedom is just another word for nothing left to lose“.
Auf Initiative von Roman Schwaller kam es am 6. Oktober 2012 für ein einziges Konzert zu einer Reunion des Vienna Art Orchestras in weitgehend originaler Besetzung der 80er Jahre. Im Rahmen des generations-Jazzfestivals in Frauenfeld (CH) standen die meisten Musiker nach 23 Jahren wieder gemeinsam auf der Bühne und spielten auch nur Stücke aus der damaligen Zeit. Eine längerfristige Reaktivierung der Band war allerdings nicht vorgesehen.

## Bedeutung
Mit über 800 Konzerten in 50 Ländern und mehr als 35 Tonträgern galt das VAO als eines der führenden europäischen Ensembles des Modern Creative Jazz und fungierte als offizieller Kulturbotschafter Österreichs. In den 1980er Jahren erhielt die Formation zahlreiche europäische Jazzpolls. 2001 und 2003 wurde das Vienna Art Orchestra für jeweils einen Amadeus Austrian Music Award nominiert.
Klaus Nüchtern wies 2010 darauf hin, dass Saxophonist Harry Sokal im 21-köpfigen Ensemble als „dienstältestes Mitglied“ gespielt habe: „Er war vom ersten Konzert an dabei gewesen.“ In den achtziger Jahren sei das VAO „zu einer Speerspitze der musikalischen Postmoderne“ geworden. Mathias Rüegg, schriftlich interviewt, kommentierte die Auswirkungen der Wirtschaftskrise mit „…natürlich trifft es die lobbylose Jazzszene besonders.“ Die Kreativindustrie werde als Wirtschaftsfaktor unterbewertet. Das VAO sei „im Jazzbereich die einzige privat geführte professionelle Großformation in Europa“ gewesen, „die international besetzt war und konstant gearbeitet hat.“ Rüegg lobte im Interview Gerhard Randa (Bank Austria) „für sein massives Engagement im Bereich des Jazz“, ohne das es „das VAO schon lange nicht mehr“ gegeben hätte. Auf die Frage nach seiner persönlichen beruflichen Zukunft meinte Rüegg (was Nüchtern zur Überschrift des Berichts machte): „Ein besseres Orchester werde ich nicht finden.“
Für Robert Fischer ist die 2007 erschienene Trilogie 3 so etwas wie das musikalische Vermächtnis des Vienna Art Orchestras: "Zum 30-jährigen Jubiläum des Vienna Art Orchestras schenkte er sich und uns die Trilogie »3«, deren erster Teil – »American Dreams. Portraits of 13 American Women« – souverän demonstriert, was Bigband-Musik heute zu leisten in der Lage ist. Der zweite und längste Teil – »European Visionaries. Portraits of 13 European Men« – ist noch ungleich intensiver geraten und steuert mit dem Stephen Hawking gewidmeten Schlussstück »Black Holes« auf einen fulminanten Höhepunkt der gesamten Produktion zu. Der dritte Teil jedoch – »Visionaries & Dreams. Portraits of 13 Couples« – stellt eine gelungene Synthese der beiden ersten Teile dar und ist, vor allem, Mathias Rüegg pur …

## Diskographie (Auswahl)
- Tango from Obango – 1980 – Extraplatte
- Concerto Piccolo – 1981 –  HatHut Records
- The Minimalism of Erik Satie – 1984 – HatHut Records
- nightride of a lonely saxophoneplayer 1985 Live, Doppel-LP, Moers Music 02054/5
- Swiss Swing (Vienna Art Orchestra And Voices) 1986 – Moers Music 02060
- Inside Out – Live 1986 – Moers Music 02062/63
- European Songbook – 1995 – BMG
- Duke Ellington’s Sound of Love – 1999 – TCB Records
- All that Strauss – 2000 – TCB
- Art & Fun – 2002, Doppel-CD – Universal Music
- Big Band Poesie – 2004 – Universal Music
- American Dreams – European Visionaries – Visionaries & Dreams - 2007 – Universal Music
- Third Dream – 2009 – Extraplatte
- Vienna Art Orchestra – The Big Band Years – 2010 – Universal Music (Compilation auf 4 CDs, Limited Edition)

## Filme
- Big Band Poesie (Regie: Stefan Schwietert; Schweiz 2007)[9]